# Magda Goebbels

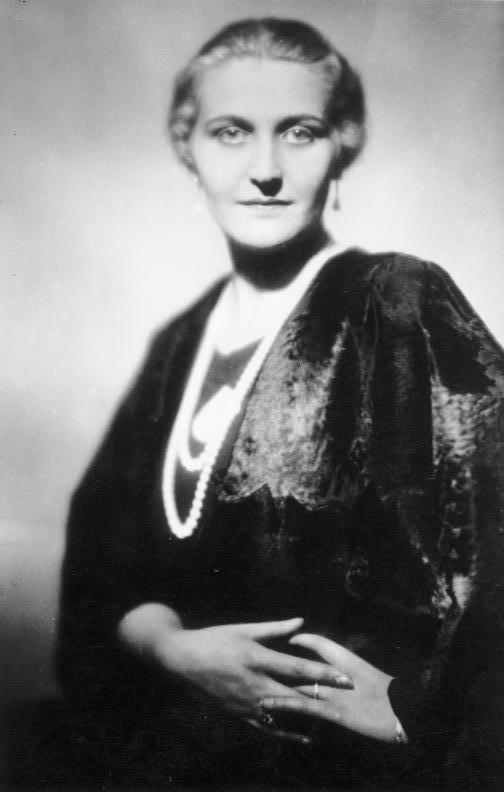
Magda Goebbels

Magda Goebbels (* 11. November 1901 in Berlin als Johanna Maria Magdalena Behrend, ab 1908 Friedländer, ab 1920 Ritschel, 1921 bis 1931 Quandt; † 1. Mai 1945 ebenda) war die Ehefrau des nationalsozialistischen Politikers Joseph Goebbels. Sie wurde propagandistisch zur Vorzeigemutter des Dritten Reiches stilisiert.

## Leben

### Kindheit und Jugend
Magda Goebbels wurde als Tochter des damals noch unverheirateten katholischen Dienstmädchens Auguste Behrend geboren. Ihr Vater war angeblich der Bauunternehmer und promovierte Diplomingenieur Oskar Ritschel, der Auguste Behrend kurz nach der Geburt ihrer Tochter heiratete. Die Mutter ließ sich 1905 scheiden und heiratete 1908 den in Brüssel tätigen wohlhabenden jüdischen Kaufmann Richard Friedländer, der Magda adoptierte und dessen Namen sie annahm. Ritschel und Friedländer, die einander persönlich schätzten, wetteiferten um die Erziehung des Einzelkindes. Friedländer kam im Februar 1939 im KZ Buchenwald ums Leben. Magda wuchs in bürgerlicher Atmosphäre auf. In ihrem 19. Lebensjahr am 15. Juli 1920, 13 Tage vor ihrer Verlobung mit Quandt, adoptierte Ritschel sie (weiteres unter Oskar Ritschel#Privates).
In Belgien besuchte Magda Friedländer die katholischen Klosterschulen in Vilvoorde bei Brüssel. Bei Beginn des Ersten Weltkrieges zogen Mutter und Tochter nach Berlin; der Stiefvater folgte später. Dank der Unterstützung durch Ritschel konnte Magda weiterhin ein Mädcheninternat besuchen.
Während zahlreicher Besuche bei ihrem Vater Ritschel, der in Duisburg lebte und der Krefelder Freimaurerloge Eos angehörte, wurde sie von ihm in den Buddhismus eingeführt.
Während ihrer Schulzeit verliebte sie sich in den Bruder einer Mitschülerin, Viktor Chaim Arlosoroff. In der Familie Arlosoroff wurde sie mit dem jüdischen Glauben vertraut. Sie trug den Davidstern an einer Kette um den Hals und erwog sogar kurzzeitig, mit Chaim Arlosoroff ins damalige Palästina auszuwandern. Arlosoroff heiratete 1919 Gerda Luft, mit der er 1924 nach Palästina auswanderte. 

### Ehe mit dem Industriellen Günther Quandt
Auf einer Bahnfahrt nach Goslar im Februar 1920 lernte Magda Friedländer im überfüllten Zug den in einem reservierten Abteil erster Klasse sitzenden Industriellen Günther Quandt kennen, der doppelt so alt wie sie und seit anderthalb Jahren verwitwet war. Magda fand Gefallen an ihm und an der Aussicht, durch eine Heirat in die Oberschicht aufzurücken. Sie verlobten sich an seinem 39. Geburtstag am 28. Juli 1920 und heirateten am 4. Januar 1921. Vorher hatte sie den Nachnamen ihres leiblichen Vaters (Ritschel) annehmen müssen, da Günther Quandt sich weigerte, Magda mit ihrem seiner Meinung nach jüdisch klingenden Namen (Friedländer) in seine protestantische Familie aufzunehmen. Sie wechselte auch zum protestantischen Glauben.
Magda Quandt war auch für die Erziehung der zwei Kinder aus der ersten Ehe von Günther Quandt zuständig, deren Mutter 1918 an der Spanischen Grippe gestorben war. Zehn Monate nach der Heirat kam am 1. November 1921 Sohn Harald zur Welt. Sie wurde in dieser Ehe nicht glücklich – ihre Bedürfnisse nach kulturellem und gesellschaftlichem Leben mit rauschenden Festen entsprachen nicht der Lebensführung des älteren, nüchternen Quandt.
Günther und Magda Quandt entfremdeten sich einander stetig. Als er im Mai 1928 erfuhr, dass Magda ihn mit einem Studenten betrog, warf er sie aus seinem Haus. Das „skandalöse“ Verhältnis mit einem Liebhaber war geeignet, eine Scheidung zu provozieren. Die von Magda ausgesprochene Drohung, kompromittierende Briefe zu veröffentlichen, die Quandt „von Frauenzimmern niedrigeren Standes“ erhalten hatte, verhalf ihr dann zu einer reichlichen Abfindung: 50.000 RM für eine neue Wohnung, 20.000 RM für Krankheitsfälle, 4.000 RM monatliche Zahlung, und weiterhin freie Benutzung des Quandtschen Gutes mit Neorenaissanceschloss (Herrenhaus) aus den 1880er Jahren in Severin. Außerdem erhielt sie das Sorgerecht für den Sohn Harald. Im Sommer 1929 wurde die Ehe geschieden. Von den Zahlungen konnte sie sich eine repräsentative Wohnung am Reichskanzlerplatz in Berlin-Westend sowie ein Kindermädchen und eine Köchin leisten.

### Zwischen den Ehen
Ihr geschiedener Mann Günter Quandt gehörte zu einer Gruppe von Großindustriellen, die sich Mitte 1931 mit Hitler im Hotel Kaiserhof traf und der NSDAP im Falle eines Linksputsches 25 Millionen Reichsmark in Aussicht stellten.
Ihre erste Berührung mit der nationalsozialistischen Ideologie erfuhr Magda Quandt in einem politischen Club namens „Nordischer Ring“ (der später in „Bogenclub München“ umbenannt wurde). In diesem rassenkundlichen Debattierzirkel verkehrten Adlige wie Viktoria von Dirksen und Marie Adelheid Prinzessin Reuß-zur Lippe. Hier empfahl ihr im Spätsommer 1930 Prinz „Auwi“ aus dem Haus Hohenzollern, ein Sohn des abgedankten Kaisers Wilhelm II., sich als Mittel gegen Langeweile und Depression bei einer Ortsgruppe der NSDAP zu ehrenamtlicher Parteiarbeit zu melden. Zunächst besuchte sie am 30. August 1930 eine Veranstaltung der NSDAP im Berliner Sportpalast, auf der Joseph Goebbels sprach. Zum folgenden Tag, dem 1. September 1930, trat sie der NSDAP-Ortsgruppe Westend bei (Mitgliedsnummer 297.442), wurde kurz darauf Leiterin der örtlichen NS-Frauenschaft und begann mit der Lektüre von Alfred Rosenbergs Der Mythus des 20. Jahrhunderts. Aber diese Arbeit an der Parteibasis lag ihr nicht. Sie war eher von Goebbels beeindruckt und meldete sich in der Zentrale der Berliner NSDAP und bot dort ihre Mitarbeit an. Goebbels war damals NSDAP-Gauleiter von Berlin und arbeitete daran, mittels Propaganda und Schlägertrupps Berlin für die NSDAP zu erobern. Er machte sie zur Betreuerin seines Privatarchivs. Sie sammelte und ordnete z. B. Zeitungsartikel über Goebbels aus der in- und ausländischen Presse, wobei ihr ihre Sprachkenntnisse zustatten kamen.
Im Eintrag vom 7. November 1930 findet sich in Goebbels’ Tagebuch die erste Erwähnung seiner späteren Frau: Eine schöne Frau mit Namen Quandt macht mir ein neues Privatarchiv. Es folgten in den kommenden Wochen kurze Notizen über beginnende Intimbeziehungen. Anfang 1931 reiste Magda gemeinsam mit ihrem späteren Mann zu einer Parteiveranstaltung. Dort wurde sie in Goebbels’ politisches Umfeld eingeführt. Goebbels steckte damals noch in einer unglücklichen Beziehung zu einer Jugendliebe, die nach der späteren NS-Rassengesetzgebung „Halbjüdin“ war. Auch Magda Quandt führte eine parallele, intime Beziehung mit einem Studenten, ihrem Liebhaber aus der Zeit der Ehe mit Quandt. Dies führte ausweislich Goebbels’ Tagebüchern von Beginn an wiederholt zu heftigen Streitigkeiten.
Im Herbst 1931 lernte Magda Quandt Adolf Hitler persönlich kennen – beim Tee im Hotel Kaiserhof, Berlin. Hitler sagte noch am selben Abend zu seinem Wirtschaftsberater und SA-Stabschef Otto Wagener: „Diese Frau könnte in meinem Leben eine große Rolle spielen, auch ohne dass ich mit ihr verheiratet wäre. Sie könnte bei meiner Arbeit den weiblichen Gegenpol gegen meine einseitig männlichen Instinkte spielen... Schade, dass sie nicht verheiratet ist.“

### Ehe mit Joseph Goebbels

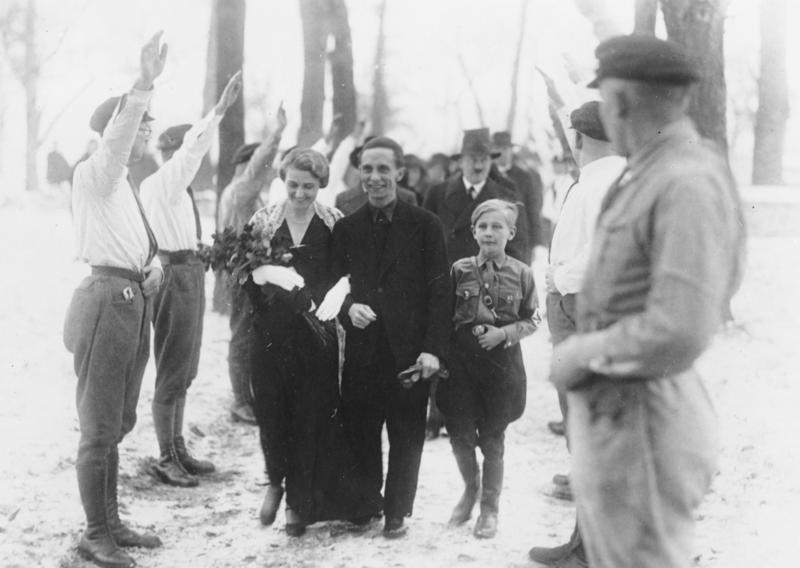
Trauung von Joseph und Magda Goebbels am 19. Dezember 1931, auf dem Weg zur Kirche. Im Hintergrund der Trauzeuge Hitler.

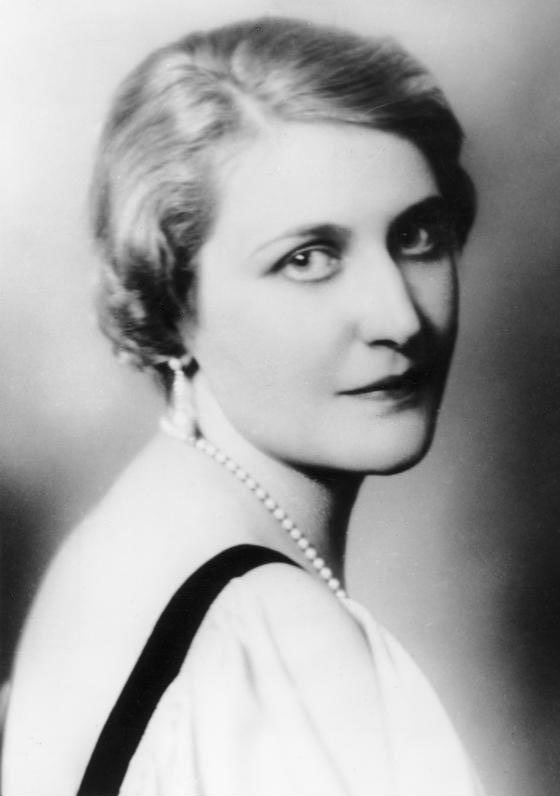
Magda Goebbels, 1933

Obwohl sich die oben erwähnten Spannungen zwischen Magda und Joseph Goebbels nie nachhaltig auflösten, fand am 19. Dezember 1931 ihre Hochzeit auf Gut Severin bei Parchim in Mecklenburg statt. Dieses gehörte ihrem Ex-Mann Quandt, der von der Hochzeit auf seinem Gut jedoch nichts wusste. Goebbels wurde wegen der aus kirchlicher Sicht illegitimen Heirat einer geschiedenen (noch dazu zum Protestantismus übergetretenen) Frau von der katholischen Kirche exkommuniziert. Der nun zehnjährige Sohn Harald wohnte der Zeremonie in DJ-Uniform bei. Adolf Hitler war Trauzeuge.
Schon vor der Hochzeit hatte Hitler eine freundschaftliche Beziehung zu Magda aufgebaut, von der er sehr angetan war. Es war auch Hitler, dessen Urteil über eine mögliche Hochzeit für beide zukünftigen Eheleute maßgeblich war. Goebbels stellte dar, dass Hitler dem Glück seines alten Kameraden nicht im Wege stehen wollte, obwohl er selbst kurz Interesse an einer Beziehung mit Magda gezeigt haben soll. Hitler habe seine eigenen Ambitionen zurückgestellt und schließlich als geradezu väterlicher Freund dem verliebten Paar „seinen Segen gegeben“. Aufgrund der Schilderungen von Hitlers Berater Otto Wagener und anderer Hinweise gehen Historiker wie der Goebbels-Biograph Peter Longerich hingegen davon aus, dass Hitler die Hochzeit keineswegs nur duldete, sondern sie bewusst arrangierte, da er sich von der Ehe der beiden so öffentlichkeitstauglichen und treuen Nationalsozialisten propagandistischen Nutzen versprach und sich gleichzeitig ausrechnen konnte, über seinen engen Kontakt mit dem ihm völlig ergebenen Goebbels auch mit Magda weiter in Kontakt bleiben zu können.
Beides trat ein. Hitler wurde ein enger Freund der Familie, der das Ehepaar und dessen Kinder häufig in Berlin besuchte. Auch wurde Familie Goebbels häufig auf den Obersalzberg in Hitlers Privatresidenz eingeladen. Immer wieder verbrachten Magda und Hitler gemeinsame Zeit auch ohne Joseph Goebbels, mitunter tagelang. Ob das Verhältnis der beiden phasenweise auch intimer Natur war, ist unbekannt. Longerich bezeichnet die Konstellation als eine „Dreiecksbeziehung“.
Von der NS-Propaganda zur Übermutter stilisiert, war Magda Goebbels ein Vorbild für die „deutsche Frau“ während der Zeit des Nationalsozialismus. Da Hitler bis kurz vor seinem Selbstmord im April 1945 unverheiratet blieb, übernahm Magda Goebbels die propagandistisch bedeutsame Position einer „First Lady“; sie repräsentierte das Dritte Reich bei Empfängen, Bällen und Staatsbesuchen.
Als Rednerin trat sie nur einmal öffentlich in Erscheinung: Am 14. Mai 1933 hielt sie im Radio einen Vortrag zum Thema Die deutsche Mutter. Später gab sie der englischen Zeitung Daily Mail ein Interview zu demselben Thema. Nach der Verdrängung der deutschen Frau aus dem öffentlichen Leben befragt, sagte Magda Goebbels, dass die in England verbreiteten Gerüchte stark übertrieben seien.
Tatsächlich strebte sie zu dieser Zeit an, das Modeamt zu leiten. Ihr Mann war jedoch strikt dagegen, worüber es am 20. Juli 1933 zum Streit kam. Der Völkische Beobachter meldete ihren Rücktritt vom Ehrenvorsitz (gemeinsam mit dem Vorsitzenden Sigmund von Weech) am 25. Juli 1933.
Ihre Kinder stellte Magda Goebbels in den Dienst der NS-Propaganda. 1938 ließ sie das Leben ihrer Kinder verfilmen: Sie wurden als „rein arische“ Kinder dargestellt. Im Gegensatz dazu sah man Bilder behinderter und damit im Sinne der NS-Ideologie „wertloser“ Kinder. Im Jahr 1942 erreichte die Familienpropaganda einen Höhepunkt, als die Goebbels-Kinder rund dreißig Mal in der Wochenschau zu sehen waren. Die Familie Goebbels war damit die Vorzeigefamilie des Dritten Reiches. Doch anders als dargestellt kümmerte sich Magda Goebbels selbst wenig um ihre Kinder. Diese Aufgabe übernahmen meist Kindermädchen und Erzieherinnen, während die Mutter oft wochenlang nicht zu Hause war.

### Ehekrisen und Zweiter Weltkrieg
Spätestens im Laufe des Jahres 1935 erfuhr sie von diversen flüchtigen Affären ihres Mannes, vor allem mit jungen Künstlerinnen aus dem Funk- und Filmbereich. Anfangs versuchte Magda, dies zu tolerieren, ertränkte ihren Kummer allerdings mit zeitweise exzessivem Alkoholkonsum. Erst als ihr Mann im Sommer 1938 erklärte, dass er die tschechische Schauspielerin Lída Baarová liebe, und seine Frau zur Führung einer Ehe zu dritt aufforderte, beschwerte sie sich bei Hitler über das Verhalten ihres Mannes. Hitler bestellte beide Eheleute zu sich auf den Berghof. Während Joseph Goebbels zu Beginn der Gespräche – an denen auch Hermann und Emmy Göring teilnahmen – fest entschlossen war, an seiner Beziehung zu Baarová festzuhalten, entschied Hitler, dass Goebbels sich von Baarová in einem von Göring beaufsichtigten Telefonat trennen müsse. Die Ehe wurde auf Hitlers Anweisung hin auf Probe fortgeführt, wobei er die Entscheidung alleine Magda Goebbels überließ, ob die Ehe dauerhaft fortgesetzt werde oder nicht. Goebbels fügte sich.
Bemerkenswert ist, dass Magda Goebbels zu dieser Zeit ihren Mann selbst mit dessen zwei Jahre jüngerem Staatssekretär Karl Hanke betrog, der sich im weiteren Verlauf bei Beginn des Krieges als Soldat meldete (oder melden musste), da die Fortsetzung seiner Tätigkeit als Staatssekretär im Reichsministerium für Volksaufklärung und Propaganda aufgrund der privaten Verwicklungen als nicht mehr tragbar angesehen wurde. Offenbar hatte Hitler auch auf Magda erheblichen Druck ausgeübt, die Ehe trotz aller Widrigkeiten fortzusetzen.

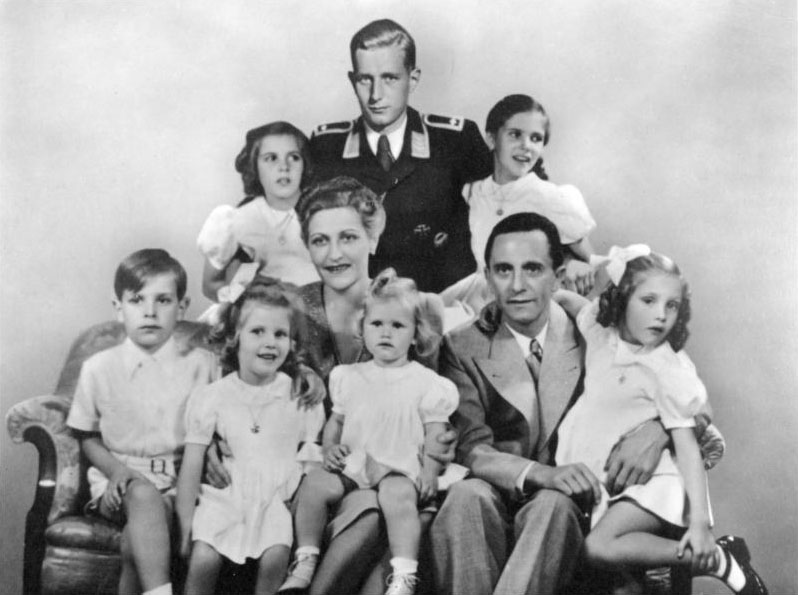
Porträt der Familie Goebbels 1942: Mitte Magda Goebbels, Joseph Goebbels mit ihren sechs Kindern Helga, Hildegard, Helmut, Hedwig, Holdine und Heidrun. Dahinter Harald Quandt in der Uniform eines Feldwebels der Luftwaffe (retuschierte Postkarte)

Als die NS-Führung den Zweiten Weltkrieg begann, stellte sich Magda Goebbels mit ihren Kindern erneut in den Dienst der Propaganda. Sie machte eine Ausbildung zur Rotkreuzschwester und pflegte propagandawirksam zweimal in der Woche Verwundete.
Während die Ehe dem äußeren Schein nach wieder harmonisch verlief, zog sich Goebbels zunehmend von seiner Familie zurück. Das Verhältnis zu Magda bestand nur noch aus gelegentlichen Besuchen. Wegen der Luftangriffe auf Berlin zog Magda mit den Kindern im August 1943 von Schwanenwerder in das Landhaus Waldhof am Bogensee bei Lanke, was wiederum ihrem Mann, der nach wie vor verschiedene Verhältnisse, unter anderem mit von ihm abhängigen Schauspielerinnen hatte, das Ausleben seiner Neigungen in seinen Berliner Häusern erleichterte. Die Kinder gingen im nahe bei Lanke gelegenen Wandlitz zur Schule. Mit der zunehmend aussichtslos werdenden Kriegslage erkrankte Magda Goebbels des Öfteren und wurde Anfang 1944 für mehrere Tage in ein Sanatorium eingeliefert. Als Magda Goebbels am 20. Juli 1944 vom Attentat auf Hitler erfuhr, soll sie einen Nervenzusammenbruch erlitten haben. Am Telefon schwor sie ihm ihre „ewige“ Treue und erklärte sich bereit, für ihn zu sterben, „wenn in Berlin die Russen stehen“. Dafür sei sie nun zum „Äußersten“ entschlossen.

### Mord an den Kindern und Suizid
Magda Goebbels zog am Nachmittag des 22. April 1945 mit ihren Kindern in den Führerbunker.
Am 28. April 1945 schrieb Magda Goebbels einen Abschiedsbrief an ihren Sohn Harald Quandt, damals 23 Jahre alt, der sich in einem Kriegsgefangenenlager in Bengasi befand. Dieser Brief ist die einzige schriftliche Hinterlassenschaft von Magda Goebbels.

„Mein geliebter Sohn! Nun sind wir schon 6 Tage hier im Führerbunker, Pappa, deine sechs kleinen Geschwister und ich, um unseren nationalsozialistischen Leben den einzigmöglichen ehrenvollen Abschluss zu geben … Ob Du diesen Brief erhältst weiss ich nicht, vielleicht gibt es doch eine menschliche Seele, die es mir ermöglicht, letzte Grüße zu senden. Du solltest wissen, dass ich gegen den Willen Pappa’s bei ihm geblieben bin, dass noch vorigen Sonntag der Führer mir helfen wollte hier herauszukommen. Du kennst deine Mutter, wir haben dasselbe Blut, es gab für mich keine Überlegung. Unsere herrliche Idee geht zu Grunde, und mit ihr alles was ich Schönes, Bewundernswertes, Edles und Gutes in meinem Leben gekannt habe. Die Welt, die nach dem Führer und dem Nationalsozialismus kommt ist nicht mehr wert darin zu leben und deshalb habe ich auch die Kinder hierher mitgenommen. Sie sind zu schade für das nach uns kommende Leben und ein Gnädiger Gott wird mich verstehen, wenn ich selbst ihnen die Erlösung geben werde. Du wirst weiterleben, und ich habe die einzige Bitte an Dich: Vergiß nie, daß Du ein Deutscher bist, tue nie etwas, was gegen die Ehre ist und sorge dafür, daß durch Dein Leben unser Tod nicht umsonst gewesen ist. Die Kinder sind wunderbar …, niemals ein Wort der Klage oder ein Weinen. Die Einschläge erschüttern den Bunker. Die Größeren beschützen die noch Kleineren, und ihre Anwesenheit ist schon dadurch ein Segen, dass sie dem Führer ab und an ein Lächeln abgewinnen. Gott gebe, dass mir die Kraft bleibt, um das Letzte und Schwerste zu schaffen. Wir haben nur noch ein Ziel: Treue bis in den Tod dem Führer. Harald, lieber Junge – ich gebe dir noch das mit, was mich das Leben gelehrt hat: Sei treu! Treu dir selbst, treu den Menschen und treu deinem Land gegenüber … Sei stolz auf uns, und versuche uns in freudiger Erinnerung zu behalten …“

Vielfache Aufforderungen, wenn schon nicht sich selbst, dann wenigstens die Kinder aus dem Bunker zu retten, beantwortete sie ablehnend. Laut Zeugenaussagen soll Magda Goebbels beim Anblick ihrer Kinder immer wieder in Tränen ausgebrochen sein.
Am 1. Mai 1945 wurden die sechs Kinder des Ehepaars Goebbels mit Gift ermordet. Wie und von wem die Kinder getötet wurden, konnte nicht abschließend geklärt werden. Laut Rochus Misch habe Magda Goebbels ihren Kindern Kakao verabreicht, in dem sie vorher ein Schlafmittel aufgelöst hatte. Danach habe sie ihren Kindern die Haare gekämmt und sie anschließend in weiße Nachthemden gesteckt. Während sie dies tat, habe sie ihren Kindern noch Hoffnungen gemacht, dass sie in ein paar Tagen wieder daheim in Schwanenwerder seien. Dann sei sie zusammen mit den Kindern und einem der Ärzte, Ludwig Stumpfegger, ins Kinderzimmer gegangen.
Der SS-Zahnarzt Helmut Kunz (1910–1976) erklärte im Verhör durch die Sowjets am 7. Mai 1945, dass Magda Goebbels die Kinder vergiftet habe und er lediglich Tatzeuge gewesen sei. Magda Goebbels habe ihn Ende April aufgefordert, bei der Tötung ihrer sechs vier- bis zwölfjährigen Kinder Helga, Hilde, Holde, Hedda, Heide und Helmut zu helfen. Er habe das abgelehnt, sei jedoch von Magda Goebbels so unter Druck gesetzt worden, dass er sich schließlich bereit erklärt habe, die Kinder mit Morphiumspritzen zu sedieren, damit ihre Mutter ihnen dann Cyanidkapseln (Blausäure) verabreichen konnte. Am Abend des 1. Mai 1945 – dem Tag nach Adolf Hitlers Suizid – habe er den Kindern das Morphium injiziert, Magda Goebbels sei jedoch nicht fähig gewesen, ihre Kinder zu töten. Kunz habe daraufhin den zweiten Leibarzt Hitlers, Ludwig Stumpfegger, herbeiholen müssen, der mit Magda Goebbels das Kinderzimmer betreten habe. Beim Verlassen des Kinderzimmers habe Magda Goebbels gesagt, es sei „alles vorbei“. Am 19. Mai 1945 korrigierte Helmut Kunz seine Aussage dahingehend, dass Stumpfegger an der Tötung der Kinder mitgewirkt habe. (Ludwig Stumpfegger nahm sich am 2. Mai 1945 mit einer Blausäure-Giftkapsel gemeinsam mit Martin Bormann das Leben und konnte nicht mehr verhört werden). Kunz wiederholte diese zweite Version bei seinem späteren Prozess in der Bundesrepublik. Er bestritt nicht, den Kindern vorbereitend Morphium injiziert zu haben.
Zeugen sagten aus, dass Magda Goebbels nach der Ermordung ihrer Kinder schweigend Karten gespielt habe. Laut Rochus Misch habe sie Patiencen gelegt. Anschließend, gegen 21 Uhr, töteten sich Joseph und Magda Goebbels mit Blausäure. Laut Misch hat sich Joseph Goebbels nicht gemeinsam mit Magda umgebracht, sondern erst am nächsten Morgen nach ihrem Suizid. Ihre Leichen wurden noch in derselben Nacht von Angehörigen der Bunkerbesatzung verbrannt. Am nächsten Tag gegen 17 Uhr entdeckten sowjetische Soldaten die Leichen der Eheleute Goebbels nur wenige Meter vom Notausgang der Reichskanzlei entfernt.
Ob vor dem Verbrennen noch Gnadenschüsse abgegeben wurden, konnte insbesondere bei Magda Goebbels, deren Leiche nicht mehr vollständig war, nicht mit Sicherheit geklärt werden. Es ist bekannt, dass Joseph Goebbels solche Gnadenschüsse angeordnet hatte. Für den Fall, dass das Verbrennungskommando keinen Zweifel am Tod der beiden gehabt haben sollte, könnten die Gnadenschüsse unterlassen worden sein.
Die Leichen der Kinder waren bereits zuvor in einer Kammer des Führerbunkers aufgefunden worden. Für Beweiszwecke wurden sie neben die verbrannten Leichen der Eheleute Goebbels gelegt, um für die sowjetische Wochenschau gefilmt werden zu können.

## Nachkommen

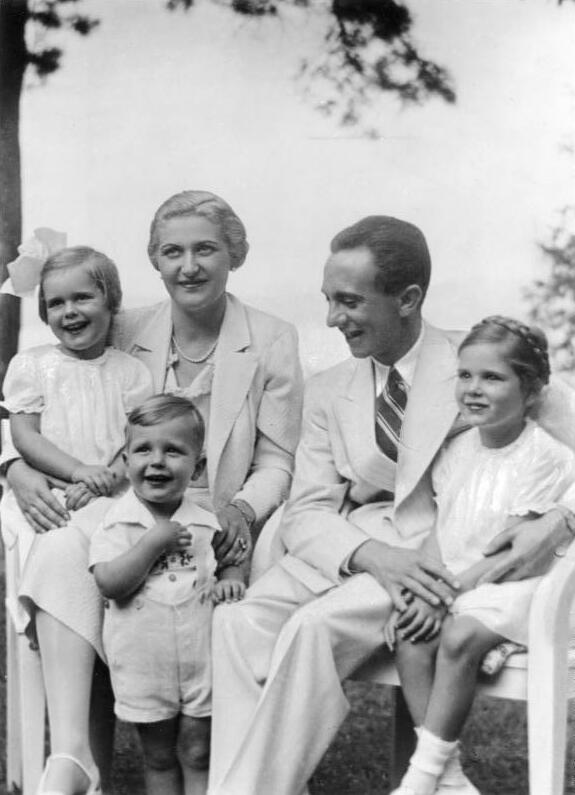
Magda und Joseph Goebbels mit ihren Kindern Hildegard, Helmut, Helga (v. l. n. r.), 1937

Magda Goebbels bekam bis 1940 sechs Kinder aus der Ehe mit Joseph Goebbels, deren Vornamen alle mit H begannen. Hinzu kommt ihr Sohn Harald aus erster Ehe:
Harald Quandt
Harald Quandt wurde am 1. November 1921 geboren und starb am 22. September 1967 bei einem Flugzeugabsturz.
Helga Susanne
Helga wurde am 1. September 1932 geboren. Das älteste Kind des Ehepaars Goebbels wurde angeblich von Adolf Hitler bevorzugt. 1935 war sie auf der Titelseite zweier Zeitschriften abgebildet. Im Juli 1936 wurde sie zu ihrer Großmutter nach Peenemünde in die Ferien geschickt. Mit ihrer jüngeren Schwester Hilde und ihrem Vater wurde sie 1937 auf der Frühjahrsregatta in Berlin fotografiert. Sie benötigte 1939 eine Operation an ihrer Kehle. Im Alter von zwölf Jahren wurde sie mit Gift getötet.
Hildegard Traudel
Hildegard wurde am 13. April 1934 geboren. Sie wurde allgemein „Hilde“ genannt. Auf der Frühjahrsregatta 1937 in Berlin wurde sie mit ihrer älteren Schwester Helga und ihrem Vater fotografiert. Im Alter von elf Jahren wurde sie mit Gift getötet.
Helmut Christian
Helmut wurde am 2. Oktober 1935 geboren. Er war der einzige gemeinsame Sohn des Ehepaares Goebbels. In einer Tagebucheintragung von 1939 beschrieb ihn sein Vater als Clown. Helmut Christian träumte davon, Untergrundbahnschaffner zu werden. Joseph Goebbels war mit der Entwicklung seines Sohnes, den er als weibisch, weich und weinerlich wahrnahm, dauerhaft unzufrieden und vermutete als Grund, dass er andauernd nur von Frauen umgeben sei. Im Alter von neun Jahren wurde er mit Gift getötet.
Holdine Kathrin
Holdine – meist kurz „Holde“ genannt – wurde am 19. Februar 1937 geboren. Ihr Vater hatte 1939 in einer Tagebucheintragung notiert, dass ihre Geburt sehr kompliziert gewesen sei. Otto Meißner zufolge war sie das ruhigste der Kinder und wurde von den fünf lebhafteren Geschwistern meist „etwas an den Rand gedrängt“. Deshalb hing sie umso mehr an ihrem Vater, der ihre Anhänglichkeit gern erwiderte. Im Alter von acht Jahren wurde sie mit Gift getötet.
Hedwig Johanna
Hedwig wurde am 5. Mai 1938 geboren. Allgemein wurde sie „Hedda“ genannt. 1944 erklärte sie, SS-Adjutant Günther Schwägermann heiraten zu wollen, wenn sie erwachsen sei, weil sie von seinem falschen Auge fasziniert war. Kurz vor ihrem siebten Geburtstag wurde sie mit Gift getötet.
Heidrun Elisabeth
Heidrun wurde am 29. Oktober 1940 geboren. Sie war das jüngste Kind von Joseph und Magda Goebbels und wurde meist „Heide“ oder „Heidi“ gerufen. Allgemein wurde sie als das Versöhnungskind nach der Baarová-Affäre angesehen. Im Alter von vier Jahren wurde sie mit Gift getötet.
Magda Goebbels hatte zudem mindestens drei Fehlgeburten.

## Magda Goebbels in der Kunst
Marcel Beyers im Jahr 1995 im Suhrkamp Verlag erschienener Roman Flughunde greift die Geschichte von Magda Goebbels sowie ihrer sechs Kinder auf und ist in großen Teilen aus der Perspektive ihrer Tochter Helga erzählt. Stefan Lehnbergs Theaterstück Mein Eid. Der fabelhafte Tod des Joseph Goebbels befasst sich mit den letzten drei Jahren im Leben Joseph Goebbels’ und auch mit seiner Frau.
Die in London lebende deutsche Schriftstellerin und Verlegerin Meike Ziervogel schrieb den fiktionalisierten Roman Magda, der 2013 im Londoner Verlag Salt erschien und für mehrere Preise nominiert war. 2015 wurde der Roman in polnischer Sprache herausgebracht, im selben Jahr erschien er in einer Übersetzung von Martin Thomas Pesl im österreichischen Verlag Edition Atelier. In dem 2024 erschienenen fiktionalisierten Roman Reichskanzlerplatz beschreibt die deutsche Schriftstellerin Nora Bossong die Geschichte Magda Goebbels’ aus der Sicht eines jungen Liebhabers.

## Medien
- Hitlers Ende. In: Der Spiegel. Nr. 35, 2004 (online).
- Eric Friedler: Das Schweigen der Quandts. Dokumentarfilm, NDR 2007.
- Tatort Geschichte: Magda Goebbels – von der „First Lady“ des Dritten Reichs zur Kindsmörderin, Podcast von Niklas Fischer und Hannes Liebrandt, 22. Oktober 2021, ARD Audiothek (Bayern 2)